# 朝のくちづけ
「朝のくちづけ」（あさのくちづけ）は、1968年10月1日に発売された伊東ゆかりのシングル。

## 解説
- 1967年に大ヒットした『小指の想い出』、『あの人の足音』に続いて、作詞・有馬三恵子、作曲・鈴木淳が各担当。
- 本作はオリコンチャートで、最高位6位に入るヒットを記録した[1]。

## 収録曲
1. 朝のくちづけ (3分54秒)
作詞：有馬三恵子、作曲：鈴木淳、編曲：森岡賢一郎
2. 愛を知ったの (2分37秒)
作詞：なかにし礼、作曲・編曲：東海林修